# Al Ghazzabiyah
Al Ghazzabiyah, (del árabe: الغزابية), es una localidad de Libia, en el distrito de Nalut. 
La población, según estimación 2010 era de 4.848 habitantes.